# Lhotka (Sedlčany)
Lhotka (německy Lhotka) je osada a bývalá obec v okrese Příbram ve Středočeském kraji. Původně samostatná vesnice je dnes součástí města Sedlčany, s nímž její zastavěné území (původně ležící u Mlýnského potoka) jeho postupným zvětšováním srostlo. V roce 2011 žilo ve Lhotce 584 obyvatel ve 167 domech.
Původním zastavěným územím Lhotky, z nichž se dochovala většina budov včetně Pejšova mlýna (čp. 911) procházejí ulice Nádražní, Potoční, Lhotecká a Na Skalách. Postupem času byla vybudována většina dnešní osady, která je od vlastních Sedlčan oddělena potokem Mastník. Bylo zde rovněž vybudováno nádraží.
K Sedlčanům byla Lhotka připojena roku 1950.
Narodil se zde geolog Ladislav Čepek (1899 – 1974).
| Rok            | 1869 | 1880 | 1890 | 1900 | 1910 | 1921 | 1930 | 1950 | 1961 | 1970 | 1980 | 1991 | 2001 | 2011 |
| -------------- | ---- | ---- | ---- | ---- | ---- | ---- | ---- | ---- | ---- | ---- | ---- | ---- | ---- | ---- |
| Počet obyvatel | 105  | 96   | 101  | 102  | 112  | 130  | 138  | 130  | 130  | –    | 400  | 478  | 625  | 584  |
| Počet domů     | 13   | 14   | 14   | 15   | 17   | 17   | 22   | 29   | –    | –    | 97   | 130  | 164  | 167  |